# José Filipe de Barros Rodrigues
José Filipe de Barros Rodrigues OTE • ComA • GOA • GCA (Vila Real, São Pedro, 31 de Agosto de 1890 - Lisboa, 6 de Fevereiro de 1957) foi um militar português.

## Família
Filho de António Joaquim de Medeiros Rodrigues de Oliveira e de sua mulher Maria da Conceição de Barros Faria e Castro Ferreira d'Eça e Leyva.

## Biografia
Frequentou o Colégio Militar.
General de Artilharia, Chefe do Estado-Maior do Exército, Oficial da Ordem Militar da Torre e Espada, do Valor, Lealdade e Mérito (10 de Julho de 1920), Comendador (5 de Outubro de 1928), Grande-Oficial (28 de Junho de 1941) e Grã-Cruz (28 de Dezembro de 1946) da Ordem Militar de Avis, Grã-Cruz da Ordem do Mérito Militar de Espanha, Comendador da Ordem do Império Britânico da Grã-Bretanha e Irlanda do Norte, Comendador da Legião do Mérito dos Estados Unidos da América, etc.

## Casamento e descendência
Casou no Porto, Foz do Douro, a 8 de Setembro de 1920 com Maria Emília Pizarro de Portocarrero de Alpoim (Cabo Verde, Santo Antão, 13 de Outubro de 1898, bap. Porto, Foz do Douro, 12 de Fevereiro de 1899 - Porto, Foz do Douro, 31 de Dezembro de 1975), sobrinha-trineta do 1.º Barão de Pombalinho, com geração.